# Sede titolare di Betsaida
Betsaida (in latino: Bethsaidensis) è una sede titolare soppressa della Chiesa cattolica.

## Storia
A partire dal XVIII secolo la Santa Sede ha istituito il titolo vescovile di Betsaida, suffraganea dell'arcidiocesi di Scitopoli, benché la città non appaia mai tra le sedi vescovili della provincia romana della Palestina Seconda, come già aveva testimoniato Michel Le Quien nel suo Oriens Christianus (vol. III, col. 719), e mai fu istituita una sede vescovile di rito latino in epoca crociata.
Con la revisione dell'Index sedium titularium nel 1933 il titolo è stato soppresso.

## Cronotassi dei vescovi titolari
- Giuseppe de Fusco † (7 febbraio 1729 - ? deceduto)
- Klemens August Maria von Merle † (24 luglio 1797 - 4 gennaio 1810 deceduto)
- Daniel Eliasz Ostrowski † (18 dicembre 1815 - 4 settembre 1831 deceduto)
- Giuseppe Antonio Borghi, O.F.M.Cap. † (14 agosto 1838 - 5 novembre 1849 nominato vescovo di Cortona)
- Raffaele Carbonelli † (20 maggio 1850 - 21 novembre 1865 deceduto)
- Samuel Augustinus Joseph Scheehy, O.S.B. † (23 novembre 1866 - dopo il 1882[1])
- António Aires de Gouveia (Ayres de Gouvea) † (6 novembre 1884 - 14 novembre 1904 nominato arcivescovo titolare di Calcedonia)
- Antônio Xisto Albano † (14 dicembre 1905 - 22 febbraio 1917 deceduto)
- Karel Boromejský Kašpar † (8 marzo 1920 - 13 giugno 1921 nominato vescovo di Hradec Králové)
- Henri-Laurent Janssens, O.S.B. † (13 giugno 1921 - 17 luglio 1925 deceduto)[2]